# Habitatge al carrer Xerric, 18 (Sant Cugat del Vallès)
L'Habitatge al carrer Xerric, 18 és una obra de Sant Cugat del Vallès (Vallès Occidental) inclosa a l'Inventari del Patrimoni Arquitectònic de Catalunya.

## Descripció
Casa entre mitgeres, amb pati darrera, situada a la zona de l'eixample de la plaça Barcelona. Consta de planta baixa i un pis amb teulada a doble vessant amb el carener paral·lel a la façana principal. A la planta baixa es troba la porta principal, d'arc escarser, i una finestra rectangular. Al primer pis, en el mateix eix que la porta, hi ha una finestra amb la pedra de l'ampit motllurada. La façana està coronada pel ràfec de la teulada on es pot veure una decoració de dents de serra. Tota la façana està arrebossada i pintada.
Durant una intervenció arqueològica realitzada al 2012 es van trobar en una habitació de la planta baixa dos cups per l'elaboració de vi. Un dels cups és de planta rectangular, amb unes dimensions de 217x166x200 centímetres, i l'interior revestit de rajoles quadrades vidriades de color marró; a l'angle est es trobava el xupet. En aquest cup també es van trobar uns encaixos quadrats, segurament on es col·locaven les figues de fusta per sostenir l'estructura superior on es trepitjaria el raïm. El segon cup també té planta rectangular, amb unes dimensions de 258x84x118, i estava parcialment cobert per un arc; a l'interior estava revestir per una capa de morter aïllant i a l'angle sud es troba el xupet. Entre aquests dos cups només hi ha una separació de 21 centímetres.

## Història
L'ajuntament de Sant Cugat a la dècada de 1860 va aprovar fer un nou eixample en els terrenys del Pla de Can Pere Vell, que era una esplanada on es feien les fires. Aquest eixample es va construir en uns 30 anys, la qual cosa dona una al conjunt una unitat tipològica. Aquest eixample tenia com a centre l'actual plaça de Barcelona.
Aquesta casa és un exemple de l'habitatge de pagès tradicional i un clar testimoni del passat vinícola de Sant Cugat del Vallès.